# British Council
De British Council is een internationale organisatie in het Verenigd Koninkrijk die educatieve mogelijkheden en culturele relaties bevordert tussen mensen uit het Verenigd Koninkrijk en de rest van de wereld. In de Nederlandse hoofdstad Amsterdam is een afdeling van de British Council gevestigd.
Het werk van de British Council omvat vier deelgebieden:
1. Engelse taal en examens
2. Kunst
3. Hoger Onderwijs
4. Onderwijs en Samenleving

In Nederland is de British Council vooral bekend door de organisatie van Cambridge English-examens en de IELTS-test.
Om de toegang tot het leren van de Engelse taal te vereenvoudigen, onderhoudt de British Council diverse websites voor docenten en voor lerenden. De bekendste zijn Learn English, Teaching English en Learn English Kids.